# Provozní hmotnost vozidla
Provozní hmotností vozidla se podle české vyhlášky č. 341/2002 Sb. (zrušena vyhláškou č. 341/2014 Sb.) rozuměla hmotnost nenaloženého vozidla s karoserií a se spojovacím zařízením (jen u tažných vozidel) v pohotovostním stavu nebo hmotnost podvozku s kabinou, pokud výrobce nemontuje karoserii nebo spojovací zařízení. Vozidlem v pohotovostním stavu bylo podle této vyhlášky vozidlo s náplní chladicí kapaliny, oleje, 90 % paliva, 100 % ostatních náplní, nářadí, náhradního kola a řidiče (75 kg); u vozidel kategorie L se hmotnost řidiče nepřičítá.
Od roku 2015 se podle vyhlášky č. 341/2014 Sb. hmotností v provozním stavu rozumí u motorových vozidel hmotnost vozidla, jehož palivová nádrž se naplní alespoň na 90 % svého objemu, včetně hmotnosti řidiče, paliva a kapalin, vybaveného standardním vybavením podle specifikací výrobce, a jsou-li součástí vybavení, i hmotnost karosérie, kabiny, spojovacího zařízení a náhradního kola, jakož i nářadí. V případě přípojného vozidla pak hmotnost vozidla, včetně paliva a kapalin, vybaveného standardním vybavením podle specifikací výrobce, a jsou-li součástí vybavení, i hmotnost karosérie, dalšího spojovacího zařízení a náhradního kola a nářadí.